# Municipio de Santos Reyes Tepejillo
El municipio de Santos Reyes Tepejillo es un municipio de 980 habitantes situado en el Distrito de Juxtlahuaca, Oaxaca, México.

## Historia
El pueblo se fundó en el año de 1687. El decreto oficial del 14 de diciembre de 1872 lo segregó del distrito de Silacayoápam agregándole al que hoy pertenece.

## Demografía
En el municipio habitan 980 personas, de las cuales, 78% habla una lengua indígena. El municipio tiene un grado de marginación y de rezago social alto.
Pueden encontrarse las siguientes localidades:
| Nombre de la localidad | Población (2010) |
| ---------------------- | ---------------- |
| Santos Reyes Tepejillo | 1,136            |
| Buenavista [Rancho]    | 16               |
| Chapultepec            | 15               |
| Guadalupe Tepejillo    | 14               |
| Los López [Rancho]     | 12               |
| Campo de Aviación      | 9                |
| San Miguel de Cárdenas | 7                |
| Rancho Domingo Cruz    | 2                |
| Escondido [Rancho]     | 2                |